# Maud Darwin
Martha Haskins "Maud", Lady Darwin (née du Puy ; 27 juillet 1861-6 février 1947) est une mondaine américaine. Elle est l'épouse de l'astronome anglais de l'université de Cambridge, George Darwin.

## Biographie
Elle est née Martha Haskins du Puy en 1861 en Pennsylvanie, fille de Charles Meredith du Puy (1823-1898), auteur de A Genealogical History of the DuPuy Family  et de son épouse Ellen Maria Reynolds, fille de John Reynolds, un ecclésiastique d'origine anglaise et sa femme Eleanor Evans. Sa tante, Caroline Lane Reynolds part en Angleterre et épouse Richard Claverhouse Jebb. À son tour, Maud rend visite à sa tante à Cambridge.
Elle rejette à deux reprises les demandes en mariage d'Henry Martyn Taylor . Cependant, lors d'un voyage en Italie, elle rencontre George Darwin, fils du naturaliste Charles Darwin, qui a commencé ses voyages de manière indépendante bien qu'il appartient à son cercle social, et ils s'y fiancent.
Elle épouse Darwin, en 1884 à Erie, Pennsylvanie . En 1885, ils achètent Newnham Grange à Cambridge. Ils ont cinq enfants :
- Gwen Raverat (1885-1957), l'artiste.
- Charles Galton Darwin (1887-1962), le physicien.
- Margaret Elizabeth Darwin (1890-1974), qui, comme sa mère, est l'épouse d'un don de Cambridge, Geoffrey Keynes.
- William Robert Darwin (1894-1970), dit « Billy », un agent de change londonien
- Leonard Darwin (né/décédé en 1899)

Elle devient Lady Darwin avec le titre de chevalier de son mari en 1905; elle est veuve en 1912. Elle est décédée à Newnham Grange en 1947 et reçoit une notice nécrologique dans The Times, qui note sa campagne pour les femmes officiers de police. Elle est incinérée au crématorium de Cambridge le 10 février 1947; son mari est enterré au Trumpington Extension Cemetery à Cambridge avec leur fille Gwen (Raverat) ; aussi leur bébé Leonard Darwin.
Les mémoires d'enfance de sa fille Gwen, Period Piece  présentent Maud comme personnage maternel central, illustré plusieurs fois. Il décrit également son rôle en tant qu'épouse d'un don d'Oxbridge. Beaucoup de ses lettres sont incluses dans la biographie de sa tante . Son autre fille, Lady Margaret Keynes, écrit un livre contenant de nombreuses références à Maud, principalement un livre sur sa maison, Newnham Grange et ses habitants . Un chapitre de la biographie de Frances Spalding sur Gwen Raverat contient également l'histoire de sa vie .